# Наджаф
Наджаф или Ан Наджаф (на арабски: النجف) е град, административен център на област Наджаф, Ирак. Населението на града през 2014 година е 1 389 500 души. Той е едно от най-свещените места за шиитите.

## География
Градът се намира на около 160 км южно от столицата Багдад.

## История
Градът е основан през 791 от абасидския халиф Харун ал-Рашид.
Градът е известен с това, че тук е предполагаемата гробница на Али ибн Аби Талиб, известен повече като Имам Али. Някои мюсюлмани твърдят, че той е погребан в Мазар-и Шариф в днешен Афганистан, но по-вероятна остава първата теория. Наджаф се смята за третия най-свещен град за мюсюлманите след Мека и Медина, а най-известната и посещавана сграда в него е Мешед Али (Гробницата на Али), където се смята, че е погребан имамът. Близо до нея е Уади-ас-Салаам (Долината на Спокойствието), най-голямото гробище в целия мюсюлмански свят и едно от най-големите в света изобщо. Почти всеки шиит в Ирак иска да бъде погребан тук, за да може да бъде възкресен от Имам Али, когато той се завърне.
По време на последната война в Ирак градът беше арена на ожесточени битки между коалиционните сили и армията на Махди, командвана от Муктада Садър. По време на двете обсади през април и август 2004 загинаха десетки американски военнослужещи, а стотици бяха ранени. Предполага се, че при двете атаки са загинали стотици от бунтовниците от армията на пророка Махди.

## Население
| Година | Население |
| ------ | --------- |
| 1965   | 164 558   |
| 1987   | 309 010   |
| 2012   | 911 916   |